# Døstrup (Tønder Kommune)
 For alternative betydninger, se Døstrup. (Se også artikler, som begynder med Døstrup)
Døstrup er en landsby i Sønderjylland med 301 indbyggere  (2024). Døstrup er beliggende seks kilometer syd for Skærbæk, syv kilometer nord for Bredebro og 22 kilometer nord for Tønder. Byen tilhører Tønder Kommune og er beliggende i Region Syddanmark.
Den hører til Døstrup Sogn, og Døstrup Kirke ligger i byen.
Togene på Bramming-Tønder-banen standser her.
- Landevejskroen
- Den tidligere købmandsforretning med tilhørende bolig